# 第三空间

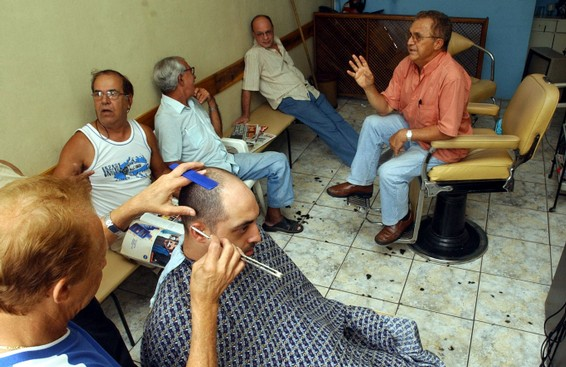
在許多的社會文化中，理髮店和美容院是與工作或家庭分開，屬於第三空間的傳統聚集場所

第三空间（英語：Third place）是指人們除住宅（“第一空间”）和工作场所（“第二空间”）以外的休閒娛樂場所，也是人們放鬆、思考和交流的場所。包括教堂、咖啡馆、酒吧、俱乐部、图书馆、健身房、书店、黑客空间、公园、剧院等在內的都是第三空間。第三空间與公共空間有所不同。